# Josef Barwig

Josef Barwig

Josef Barwig (* 11. Oktober 1909 in Zauchtel, Mähren; † 26. Mai 1942 in Slawjansk-na-Kubani, UdSSR) war ein deutscher Politiker (NSDAP).

## Leben und Wirken
Nach dem Besuch der Volksschule in Zauchtel und der Untermittelschule in  Neutitschein legte Barwig die Reifeprüfung an der höheren landwirtschaftlichen Landesschule in Söhle-Neutitschein ab. Von 1930 bis 1932 leistete er Militärdienst. Barwig war in vielen nationalen Verbänden seiner Heimat tätig, z. B. war er mit der Organisation der Bauernschaft im Wahlkreis Mährisch-Ostrau beauftragt und Mitglied der Deutschen Nationalsozialistischen Arbeiterpartei (DNSAP). Im September 1934 wurde er von Konrad Henlein zum Bezirksleiter der Sudetendeutschen Heimatfront und im März 1935 zum Kreisleiter berufen.
Nach der Annexion der Sudetengebiete durch das nationalsozialistische Deutsche Reich war Barwig Kreisbeauftragter für den Aufbau des NSDAP-Kreises Neutitschein. Im November 1938 wurde er zum Gau-Inspekteur und im Dezember 1938 zum kommissarischen Kreisleiter von Neutitschein ernannt. Vom 4. Dezember 1938 bis zu seinem Tod gehörte Barwig dem nationalsozialistischen Reichstag an. Am 5. Januar 1939 beantragte er die Aufnahme in die NSDAP und wurde rückwirkend zum 1. November 1938 aufgenommen (Mitgliedsnummer 6.606.550).